# Afterwords (álbum de Collective Soul)
Afterwords es el séptimo álbum de estudio de la banda estadounidense de rock Collective Soul, lanzado en agosto de 2007 a través de la etiqueta El Music Group. 
El disco fue publicado digitalmente en iTunes y físicamente sólo está disponible en Target Corporation, debido a un contrato hecho por la banda con esa cadena. 
Afterwords debutó en el número 25 en el ranking semanal de Billboard. Debutó en el nº23 en Canadá y en el n.º 8 en el "Digital Album Chart".

## Lista de temas
- Todas las canciones fueron escritas por Ed Roland, excepto las señaladas.

1. "New Vibration" - 3:20
2. "What I Can Give You" - 3:42
3. "Never Here Alone" - 3:05
4. "Bearing Witness" - 3:35
5. "All That I Know" - 4:07
6. "I Don't Need Anymore Friends" (Joel Kosche) - 3:35
7. "Good Morning After All" - 4:23
8. "Hollywood" (Kosche, Roland) - 3:04
9. "Persuasion of You" - 3:37
10. "Georgia Girl" - 3:26
11. "Adored" - 4:15

### Sencillos
El primer sencillo del álbum, "Hollywood", fue lanzado el 27 de junio de 2007, exclusivamente por iTunes.